# Brunette (zangeres)
Elen Jeremian (Armeens: Էլեն Երեմյան; Jerevan, 27 mei 2001), beter bekend onder haar artiestennaam Brunette, is een Armeense zangeres.

## Biografie
Jeremian werd op 27 mei 2001 geboren in de Armeense hoofdstad Jerevan, en ontwikkelde reeds op jonge leeftijd een interesse in muziek. Op vierjarige leeftijd begon ze te zingen, en sedert haar vijftiende schrijft ze haar eigen nummers. In 2019 bracht ze haar eerste single uit, Love the way you feel.
In februari 2023 werd ze door de Armeense openbare omroep intern geselecteerd om haar vaderland te vertegenwoordigen op het Eurovisiesongfestival 2023, dat gehouden werd in het Britse Liverpool.
In de finale op 13 mei 2023 wist Brunette de veertiende plaats te behalen.
2006: André · 
2007: Hayko · 
2008: Sirusho · 
2009: Inga & Anush · 
2010: Eva Rivas · 
2011: Emmy · 
2013: Dorians · 
2014: Aram MP3 ·
2015: Genealogy ·
2016: Iveta Mukuchian ·
2017: Artsvik ·
2018: Sevak Chanagian · 
2019: Srbuk · 
2022: Rosa Linn · 
2023: Brunette · 
2024: Ladaniva · 
2025: Parg